# Гай Юлій Аспер
Гай Юлій Аспер (лат. Gaius Iulius Asper; ? — після 218) — державний діяч часів Римської імперії, двічі консул 200 і 212 років.

## Життєпис
Походив з роду Юліїв Асперів із міста Атталія (провінція Азія). Напевне, мав римо-пісідійське походження. Дід або батько Аспера отримав римське громадянство. Його родичі були впливовими громадянами та магістратами в Антіохії, столиці провінція Сирія. У 200 році за рішенням імператора Коммода став консулом-суффектом, разом з Гаєм Юлієм Авітом Алексіаном. У 204—205 році як проконсул керував провінцією Африка.
211 року призначений міським префектом Риму. У 212 році разом із сином став ординарним консулом. Втім, невдовзі з якоїсь причини викликав гнів та підозру імператора Каракалли, тому Аспера відправлено у вигнання. У 216 році повернув прихильність імператора. У 217—218 роках як проконсул керував провінцією Азія. Втім, через хворобу пішов із посади. Ймовірно, невдовзі після цього помер у Римі.

## Родина
Дружина — Кассія Патерна.
Діти:
- Гай Юлій Камілій Аспер, консул 212 року